# ギリギリアウト
『ギリギリアウト』は、ソウマトウ（原作・デザイン：のり／作画：ひっし）による日本の漫画作品、および連載中に発売されたコラボCDのタイトルである。2012年に『電撃大王ジェネシス』（アスキー・メディアワークス）で連載が開始され、数度の掲載媒体、連載形態の変更を経て2018年に完結した。単行本は全6巻
。特殊体質に悩む主人公・宮ケ瀬花ともう一人の主人公の徳山ソラとの関係の進展を描いた、ラブストーリーである。

## 沿革
2012年にAMW『電撃大王ジェネシス』（アスキー・メディアワークス）11月号（Vol.5）で連載を開始。ソウマトウは2009年に『月刊コミック電撃大王 第1回新人発掘プロジェクト/読切部門』で入選、2010年に『第11回電撃コミックグランプリ/少年漫画部門』で準グランプリを受賞 していたこともあり、その経緯から『電撃大王ジェネシス』で連載することとなった。しかし『電撃大王ジェネシス』は次号の2013年1月号（Vol.6）を以て休刊となったため、本作が掲載されたのは2話のみとなっている（ただし、休刊直後より移籍及び連載の継続は公表されており、ソウマトウ自身も事前に雑誌が休刊となることは知らされていた。）。
当時のソウマトウは前作の『黒』も休載中だったことから、『ギリギリアウト』の移籍先が決定するまでの間に『寄生彼女サナ 〜Parasistence SANA〜』（コンプエース）のコミカライズと『マジョトキノコ』（リボン増刊号）の連載を始めている。
その後、『ギリギリアウト』は「電撃大王web」へと移籍し、2013年5月10日に半年越しで第3話が公開された
。移籍に伴い月刊連載となった結果、安定したペースで連載が続き、2014年1月には単行本第1巻が発売されている。これはソウマトウにとって初のオリジナルコミックスであった。以降は連載形態の変更や「電撃大王」への出張掲載を繰り返しながら、2018年5月10日に最終回を迎える。最終巻となった第6巻は6月28日に発売されたが、2021年9月現在で6年間に亘る連載はユニットにとって最長である。
ソウマトウは本作の執筆を終えると、2か月後の9月6日に『シャドーハウス』の連載を開始した。

## 作風
本作は、少年少女の恋愛模様を軸にした、主人公の特殊体質や周囲の人間関係を描いたラブコメディーである。しかしラブストーリーや学園ものとしては王道であるものの、毎エピソードで描写される主人公の粗相のシーンが強烈な印象を与えるため、各掲載媒体では「ちょっとあぶないギリギリコメディ」（電撃大王ジェネシス、電撃大王Web）、「頻尿コメディ」（電撃大王）、「彼女の秘密は漏らさない！セーフorアウト！？おもらしコメディ！」（KADOKAWA）と紹介されていた。ニコニコ静画では「お漏らし漫画の皮をかぶった超ラブコメ漫画ですよ。」という担当編集のコメントが掲載されている。
このように異色のコメディ作品であることから、前作『黒』や次作『シャドーハウス』と比較して、ソウマトウ作品として作風が大きく異なるという評価は多い。しかし、これについてソウマトウは「変な舞台での日常、人ではない奇妙なキャラクター、不穏、アクション、シュールギャグ、家族愛、トラウマからの解放、民間信仰」といった部分を創作の原材料にしており、これらのテーマは『ギリギリアウト』でも同じだと語っている
。

## あらすじ
容姿端麗・成績優秀・品行方正と非の打ちどころのない女子高生・宮ケ瀬花（以下ハナ）。彼女は学内でも一際注目される存在で、アイドル並みの容姿と穏やかな性格で慕われていた。しかし彼女は、一たび緊張すると耐え難い尿意に襲われるという、誰にも言えない秘密を持っていた。彼女のその秘密を知るのは、入学試験の日に出会った徳山ソラただ一人。しかも彼は、ハナの尿意を鎮めることのできる能力の持ち主だった。偶然にもソラの能力を知ったハナは、高校生活を無事に過ごすためにソラを巻き込み、二人の“ギリギリアウト”な毎日が始まった。
個性的なクラスメイトが織りなすドタバタ劇と、様々なシチュエーションで繰り広げられる、失禁を防いだり防げなかったりの青春生活。“おもらし”を「かわや神社」の呪いのせいだと強弁するハナに対してソラはただの思い込みだと呆れるが、そんな日々を繰り返していくうちに二人は次第に惹かれ合い、やがて家族公認の仲となった。
ところがある日突然、ソラは今の関係を打ち切ることをハナに告げた。思いがけない発言にハナは混乱するが、ソラが自分の頻尿体質に愛想をつかしたに違いないと思い至ると、ハナの方もそれを受け入れる。そんな二人の様子を見ていたクラスメイトの黒部汐莉は、ハナとソラの距離が離れたことに気が付くと、自分の願いを成就させようと画策をはじめた。やがて黒部の行動によって自分達の本心を知ったハナとソラは、すべての始まりとなった「かわや神社」で、燃え盛る炎を隔てて相見えることとなる。

## 登場人物

### 水波高校の関係者
宮ケ瀬花（みやがせ はな）
本作の主人公。緊張するとおもらしをしてしまうという特殊体質だが、本人は幼い頃に「かわや神社」で粗相した呪いが原因と思い込んでいる。そのため、目立たないよう何でもそつなくこなせるように努力した結果、逆に周囲から注目を集める存在となってしまった。入学式では新入生代表として挨拶している。
ソラとは入学試験の日に出会っており、初対面ながらソラの持つ「触れたものの尿意を鎮める能力」に気付き、それ以来事あるごとにソラを頼っている。
占いやパワースポット巡りが趣味で、持ち歩いている本には付箋がびっしりと付いている。同じく占い好きの奈川渡とは意気投合する仲である。
徳山大宇宙（とくやま そら）
本作のもう一人の主人公。父親が有名人ということもあり中学時代にからかわれたことから、目立つことを嫌っている。そのため注目されがちなハナが近づくのを良しとしていなかったが、彼女と触れ合っていくにつれて徐々にクラスにも馴染んでいった。しかし本人の自己評価とは裏腹に、他人への気遣いや機転の良さもあってか周囲はソラに好印象を抱いており、それがハナをトラブルから救うのに役に立っている。
黒部汐莉（くろべ しおり）
ハナのクラスメイト。社長令嬢で、通学は車での送り迎え・電車の乗り方を知らないなど、典型的な箱入り娘。
表向きは強気かつ負けん気な態度を取っているが、根は優しく、取り巻きの希とかほりとは友達感覚で接している。
常にハナをライバル視しており、勉強やスポーツなど事あるごとに勝負を挑んでは敗れている。作者曰く「アホの子」。
ソラのことも、ハナを意識するがあまりに争奪戦をしていたが、趣味が合ったりソラの気配りを目にするうちに片思いするようになり、何度かデートを重ねた。
終盤はハナとソラの関係が離れたのを見てソラに接近し、その行動は結局、ハナとソラの仲が決定的になる道筋となった。
鳴子琴美（なるこ ことみ）
ハナのクラスメイト。小柄な体型だがとにかく明るく、いつもアクティブに行動している。
気分屋で何かとソラや味噌川と絡んでいる。
チアリーディング部に所属しており、エマがクラスでチームを作りたいと提案した時に真っ先に賛成していた。
奈川渡希（ながわど のぞみ）
ハナのクラスメイト。父親は黒部の父が経営する会社の社員で、14歳の時に社内パーティで黒部と出会って以来、ずっと付き従っている。
ハナと同じく占いが好き。
温井かほり（ぬくい かほり）
ハナのクラスメイト。奈川渡と同じく、14歳の時に父親の社内パーティで黒部と出会って以来、ずっと付き従っている。
積極的な性格で、恋人が途絶えないことを奈川渡が不思議がった際に「リードは女から」と返している。
味噌川太郎（みそがわ たろう）
ハナのクラスメイトで重度のナルシスト。強烈な自信家で、自分専用の椅子を持ち込んだり奇特な言動から変人と思われがちだが、本気を出せば勉学・スポーツはお手の物。実際にハナとの交際権を賭けた勝負ではソラに対し連勝を重ね、クラス中から一目置かれた。
しかし、自身が最も得意だと自負する絵画対決で敗北してからは違う面を見せるようになり、交換留学から帰ってきた直後はハナたちが困惑するほど性格が変貌していた。
芸術を愛しており、コズミック・Tの大ファンである。
エマ・フーバー
交換留学生としてハナのクラスにやって来たアメリカ人。（味噌川との交換）
フレンドリーな性格で、挨拶代わりにハグするなど周囲をドギマギさせる行動をしていたが、ホームステイ先のソラから日本式の仕草を教え込まれ改善した。
体が火照ると暴走することがあり、その迫力は永遠ですら顔面蒼白で座り込むほどであった。
チアリーディングには人一倍熱い思いを持っており、思い出作りとしてクラスでチアチームを結成して撮影会をした。
雨竜一（うりゅう はじめ）
水波高校の生徒会長。正義感が強く、美男子でスポーツ万能なことから学校中の女子から憧れられている。勉強は苦手だが、それすらも「完璧すぎない魅力」として人気がある。
かわや神社の神主の息子で、ソラと永遠とは幼馴染。
おもらし体質になった原因の神社関係者ということで、ハナからは苦手意識を持たれている。
佐久間ひかり（さくま ひかり）
ハナのクラスの担任。体育教師で快活な性格である。いつもジャージや陸上ユニフォームを着込んでおり、体育祭の時は生徒よりも張り切っていた。
好きな英語は「SPORTS」。美しい英語は何かと問われ、同じ答えを出した留学生のエマとは初日から意気投合していた。

### 登場人物の家族
徳山永遠（とくやま とわ）
ソラの姉。人にちょっかいを掛けるのが好きで、ソラはよく標的になっている。人好きな性格なため学校でも友達が多く、ソラのクラスメイトが家に遊びに来た時は全員が手懐けられていた。
反面、都内町の綺羅星女子高校に通っており、手芸部に所属するなど慎ましやかな面もある。ファッションセンスやテーブルマナーも完璧で、鳴子は永遠の淑やかな姿を目の当たりにし感服していた。
コズミック・T
ソラの父。永遠が産まれた頃は普通のサラリーマンだったが、ソラが産まれた時に「ビッグバン」（永遠談）が起き、それをきっかけに芸術家に転身した。肩書は「宇宙芸術家」。世界に名声を馳せており、TV出演やアメリカの雑誌にも登場するなど有名人である。
作品は宇宙に関連したものが多く、綺羅星女子高校の文化祭で大掛かりなイリュージョンを披露したほか、「ブラックホールストラップ」というグッズを制作している。
徳山光子（とくやま みつこ）
ソラの母。長身・長髪の美人で、とにかく寡黙。ハナのことは一目見た時から気に入っており、お気に入り印として星型のステッカーを貼り付けていた。
現在はファッションデザイナーだが元モデルであり、ハナの母親と同じ事務所に所属していた。
家の中を滑るように移動するが、これはモデル時代の「ゼロ・グラビティウォーク」という歩き方で、百合はそれを見て現役時代と遜色ない動きだと語っていた。
クマ
徳山家の飼い犬。本名は「ダークマター」だが、真ん中の二文字を取って「クマちゃん」と呼ばれている。
大人しい性格で、ソラの頭の上に乗っていたり、ハナの膝の上にいたりする。味噌川がソラの家に来たときは頭に齧りついていた。
宮ケ瀬百合（みやがせ ゆり）
ハナの母。現役モデルで、光子がファッションデザイナーになる前は実力を認め合うライバルだった。
家にはあまりいないようで、徳山家のパーティーに呼ばれた時に「たまにしか会わないんだし世話させてよー」とハナに発言している。
宮ケ瀬清（みやがせ きよし）
花の父。温厚な性格で、常に目を細めて穏やかな表情をしている
百合と違い、清は普段から家にいると伺わせる描写がある。
登場人物の名字は、各地のダムから付けられている。

## 劇中に出てくる用語
かわや神社
川谷町にある神社。トイレにまつわる神社で、かつて一帯が飢饉に襲われた際、厠から出てきた大判小判により村人が助かったことから祀られるようになったと伝えられている。
境内にはトイレに関する建造物や奉納品が点在しており、厠型の覆屋やトイレットペーパーを持った狛犬、厠を模した絵馬などがある。
神主は雨竜一の父親である。
年末年始や例大祭には多くの人が詰めかけるため、ソラはその度に一から頼まれて手伝いに行っている。
かわやん
かわや神社のマスコットキャラクター。厠型のキャラクターで、石像やバッジにもなっている。例大祭や年末年始には着ぐるみが境内をうろついており、ソラとハナも着たことがある。
水波高校
ハナが通っている高校。男女共学で、周囲は裏山があるなど緑豊かな場所。
制服は男女ともにブレザーである。
綺羅星女子高等学校
永遠の通う高校。都内町にある私立の女子高校である。
芸能人が多く通う名門校で、外観も豪華絢爛。文化祭も派手で、ソラが持つ入場パスを巡ってクラスメイトが奪い合うほど人気がある。
制服はワンピース型のセーラー服。

## 評価
『黒』に続く、ユニット2作目の商業誌連載作品である。キャッチーな絵柄でありながら全年齢向け作品としてはきわどい描写が多かったことから人気は高く、連載当初は電撃大王WEBコミックの中で閲覧数が最も多かった。単行本1巻発売時にはアキバBlogの週間アクセス数で2位となっている。
その反面、『黒』とあまりに作風が異なることから同一ユニットの作品と気が付かない読者も多く、ソウマトウも自らのツイッターで『シャドーハウス』『黒』『ギリギリアウト』を並べて「水と油のような作品」と述べている。
ライターのたまごまご・オブ・ザ・デッドは「このマンガがすごい！WEB」にて、「『漏らすかもしれない』というのは緊急事態。これを乗り切るためにソラが走ってやってくる。ヒーローじゃないか。」とハナから見たソラの人柄を分析し、本作品のうまさは「ソラに助けられるうちに好意を抱き始めたハナの、淡い恋物語が、おしっこを通じて深まっているところ」と語っている。また、当初の花とソラは「友達と言うより、『尿意を我慢するための協力関係』から始まっている。」という状況だったが、単行本第3巻では二人の関係が変化しており「ハナとソラ、それぞれ今は、相手に対してどんな気持ちを抱いているのか。あらためて考える段階にきた。」「ここから、一気に盛り上がりそうだ。」と今後の展開に期待していた。
単行本第1巻の表紙はデザインも評価されており、「この装丁がすごい！～漫画装丁大賞～2014」では「コマ割系デザインの発展型としての表紙」「表紙が内容に合ったすばらしいものである」とされ25位にランクインした。

## イメージソング
単行本第4巻発売を機に、MOSAIC.WAVによるイメージソングが2016年8月26日に発売された。ジャケットはソウマトウの描き下ろしである。
ボーカルのみ〜こはレコーディングにあたって「1曲めは作品の世界観を表すべく、2曲めはヒロインのギリギリ感を代弁すべく、3曲めは高尚な尿意を目指して歌いました@w@ノ」とツイートしていた。
<収録曲>
1.スクランブルランブル
2.絶体絶命エモーション
3.トイレの神話大系
4.スクランブルランブル(Off Vocal)
5.絶体絶命エモーション(Off Vocal)
6.トイレの神話大系(Off Vocal)

## イベント

### 電撃コミック祭2015
2015年3月15日に開催された「電撃コミック祭2015」にて、ソウマトウのサイン会が催された。これは電撃タイトルの各作家による連動企画で、ソウマトウのサイン会はメロンブックス秋葉原1号店で行われた。この時のサイン会は抽選であり、当日は作画担当のひっしが参加している。

### とらのあな岡山店オープンイベント
とらのあな岡山店は2017年のオープンの際に、「グランドオープン記念フェア」と銘打って複数のキャンペーンを実施した。そのうちの一つとしてサイン本フェアが開催され、『ギリギリアウト』の単行本1巻が対象商品となった。

## 海外展開
台湾語版　　出版社：台湾角川
ソウマトウはTwitterにて、他にタイでも翻訳版が発行されていると明かしている。

## 書誌情報
- ソウマトウ『ギリギリアウト』KADOKAWA〈電撃コミックスNEXT〉、全6巻
  1. 2014年3月27日第1刷発行（1月27日発売）、ISBN 978-4-04-866247-5[31]
  2. 2014年12月25日第1刷発行（11月27日発売）、ISBN 978-4-04-866987-0[32]
  3. 2015年8月27日第1刷発行（8月27日発売）、ISBN 978-4-04-865296-4[33]
  4. 2016年8月27日第1刷発行（8月26日発売）、ISBN 978-4-04-892219-7[34]
  5. 2017年6月27日第1刷発行（6月27日発売）、ISBN 978-4-04-892918-9[35]
  6. 2018年6月27日第1刷発行（1月27日発売）、ISBN 978-4-04-893890-7[36]